# Заиканы (Рышканский район)
Заиканы (рум. Zăicani, Зэикань) — село в Рышканском районе Молдавии. Относится к сёлам, не образующим коммуну.

## География
Село расположено на высоте 190 метров над уровнем моря.

## Население
По данным переписи населения 2004 года, в селе Зэикань проживает 3110 человек (1466 мужчин, 1644 женщины).
Этнический состав села:
| Национальность | Число жителей | Процентный состав |
| -------------- | ------------- | ----------------- |
| молдаване      | 3054          | 98.2              |
| украинцы       | 22            | 0.71              |
| румыны         | 16            | 0.51              |
| русские        | 11            | 0.35              |
| болгары        | 2             | 0.06              |
| гагаузы        | 1             | 0.03              |
| прочие         | 4             | 0.13              |
| Всего          | 3110          | 100 %             |

## Известные уроженцы
Пынтя, Герман (1894—1968) — румынский государственный деятель, городской голова Одессы (1941—1944)